# باب بیرکت
باب بیرکت (انگلیسی: Bob Birket؛ ۱۷ نوامبر ۱۸۷۴ – ۱۸ اوت ۱۹۳۳) بازیکن فوتبال اهل بریتانیا بود.
از باشگاه‌هایی که در آن بازی کرده‌است می‌توان به باشگاه فوتبال بلکپول اشاره کرد.